# Gotha G.V

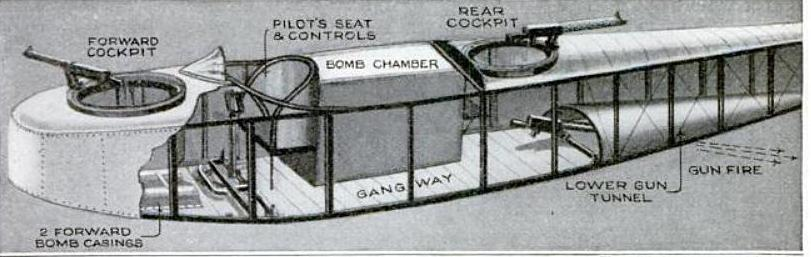
Vue interne de l'arrangement du fuselage de Burkhard pour les bombardiers G.II à G.IV. Dans les G.V, le « tunnel » a été élargi, la baie à bombes et la passerelle ont été remplacées par un réservoir de carburant.

Le Gotha G.V est un bombardier lourd utilisé par la Luftstreitkräfte (Service de l'Air Impérial allemand) au cours de la Première Guerre mondiale. Conçu pour un long rayon d'action, le Gotha G.V a été utilisé principalement comme bombardier de nuit (en).

## Développement
L'utilisation opérationnelle du G.IV démontra que l'incorporation des réservoirs de carburant dans les nacelles moteur était une erreur. Lors d'un atterrissage en catastrophe, les réservoirs peuvent se rompre et provoquer des fuites d'essence sur les moteurs chauds. Or les accidents à l'atterrissage représentaient 75 % des pertes opérationnelles. En réponse, Gothaer produisit le G.V, qui abritait ses réservoirs de carburant à l'intérieur du fuselage. Les plus petites nacelles moteurs sont montées sur des jambes de suspension au-dessus de l'aile inférieure.
Les réservoirs de carburant étaient immédiatement derrière le siège du pilote du Gotha G.V, ce qui bloquait la passerelle de connexion qui, auparavant, sur les anciennes machines, autorisait aux membres de l'équipage de naviguer entre les trois canons. Toutes les bombes sont transportées à l'extérieur sur ce modèle. Le Gotha inclut une innovation importante, sous la forme d'un « tunnel à canon » dans lequel la partie inférieure de l'arrière du fuselage est voûtée, les premières versions permettant le placement d'une mitrailleuse face à l'arrière, contre les attaques par en dessous, éliminant l'angle mort. Les versions ultérieures ont un tunnel élargi permettant de retirer le canon inférieur, offrant une fente dans la partie supérieure du fuselage qui permet au mitrailleur arrière de rester immobile.
La variante de base du G.V n'a offert aucune amélioration des performances par rapport au G.IV. Le G.V pesait jusqu'à 450 kg de plus que le G.IV en raison de l'équipement supplémentaire et de l'utilisation de bois insuffisamment sec. Les moteurs Mercedes D.IVa (en) ne pouvaient pas produire la puissance nominale de 190 kW (260 cv) en raison de la qualité inférieure du carburant.

## Historique opérationnel
Le G.V est entré en service en août 1917. Cet avion ne pouvait généralement pas fonctionner à des altitudes aussi élevées que le G.IV.

## Variantes

### G.Va
En février 1918, Gothaer testa un empennage avec des stabilisateurs horizontaux⁣⁣, ⁣ biplan et doubles safrans. La nouvelle queue, connu sous le nom Kastensteuerung, améliora le contrôle directionnel marginal de l'avion sur un seul moteur. Le résultant G.Va intégra les nouveaux empennages ainsi qu'un fuselage avant plus court avec un train d'atterrissage auxiliaire avant. Tous les avions 25 G.Va ont été livrés à Bogohl 3, la nouvelle désignation de l'ancien Kagohl 3.

### G.Vb
Une augmentation de la charge utile comparée au précédent G.Va, avec une masse maximale au décollage de 4 550 kg. Pour réduire le risque de retournement lors de l'atterrissage, Gothaer introduit le Stossfahrgestell (« train d'atterrissage de choc »), un train d'atterrissage principal à deux bogies en tandem. Le Stossfahrgestell s'est avéré tellement bon qu'il a été intégré à tous les G.V en Bogohl 3. Certains G.Vb avaient également des servo onglets (en) Flettner sur les ailerons pour réduire les forces de contrôle.
Idflieg commanda 80 avions G.Vb, les premiers étant livrés à Bogohl 3 en juin 1918. Au mois de novembre, lors de la signature de l'Armistice, tous les 80 avions étaient construits, mais le dernier lot n'a pas atteint le front et fut livré directement à la commission spéciale des Alliées.

## Les opérateurs
Empire allemand
- Luftstreitkräfte

### Aéronefs comparables
- AEG G.III, AEG G.IV, AEG G.V
- Friedrichshafen G.II, Friedrichshafen G.III, Friedrichshafen G.IV (en)
- Handley Page Type O